# 飯干辰己
飯干 辰己（いいほし たつみ、1956年1月12日 - ）は、日本の政治家。宮崎県西臼杵郡五ヶ瀬町長（3期）。

## 来歴
1978年4月五ヶ瀬町役場入庁。五ヶ瀬町立病院職員、企画商工課係長、企画商工課長を経て町長選に出馬。2002年5月初当選。2010年5月無投票で再選。
宮崎県町村会理事、社団法人全国国土調査協会副会長、株式会社五ヶ瀬ハイランド (五ヶ瀬ハイランドスキー場等を運営)社長も務める。
| -代 村中眞信 | 五ヶ瀬町長 -代：2002年5月 - 2014年5月 | -代 原田俊平 |